# Irisbus Proxys
Irisbus Proxys − autobus turystyczny klasy midi produkowany od 2008 roku w zakładach Kapena w miejscowości Włynkówko koło Słupska na zlecenie firmy Irisbus.

## Historia modelu
Konstrukcję autobusu opracowała włoska firma Cacciamali. Zadebiutował w czerwcu 2008 roku podczas targów Autotec w Brnie. Produkcja w firmie Kapena ruszyła latem 2008 roku. Autobus budowany jest w oparciu o podwozia ciężarówek Iveco Eurocargo produkowane w Brescii, a napędzany jest 6-cylindrowym silnikiem Iveco Tector 6 o pojemności 5880 cm³ i mocy maksymalnej 160 kW (217 KM) przy 2700 obr./min., spełniającym normę emisji spalin Euro 5. Silnik umieszczony jest przed przednią osią. Zawieszenie stosowane w modelu jest w pełni pneumatyczne, sterowane za pomocą układu ECAS.
Autobus powstaje w dwóch wersjach długości całkowitej: 7750 mm oraz 8450 mm. Pojemność luku bagażowego wynosi od 2,4 m³ w krótszym modelu do 3,7 m³ w dłuższym. Nadwozie jest wykonywane ze stali o podwyższonych właściwościach antykorozyjnych, albo ze stali nierdzewnej. Krótszy model może maksymalnie pomieścić 28 pasażerów na miejscach siedzących. Dłuższy, w zależności od aranżacji wnętrza, ma do 36 foteli wykonanych przez włoską firmę Gibicar. Proxys został wyposażony w duże okna boczne, odchylane fotele, klimatyzację, półki na bagaże nad siedzeniami ze zintegrowanym oświetleniem i wentylacją, tylne i boczne luki bagażowe o pojemności 4,1 metrów sześciennych, przednie i środkowe drzwi wejściowe.
Autobus ten jest bliźniaczą konstrukcją w stosunku do modelu Proway, który jest dostosowany do przewozów międzymiastowych, a może również powstawać w wersji lokalnej. Oba te modele mają mocno podkreślony „uśmiech” oraz dużo łagodnych łuków, co jest ich znakiem rozpoznawczym.
Poprzednikiem był model Otoyol Eurobus Tector 31.17/35.17, sprzedawany w niektórych krajach pod nazwą Irisbus Proxys. Powstał on dla sieci Irisbus co najmniej od 2005 do 2008 roku, w wyniku współpracy firm Cacciamali oraz Otoyol i był produkowany w Turcji.